# 卡普埃拉斯
卡普埃拉斯是巴西伯南布哥州的一个市镇。总面积335.26平方公里，总人口19608人，人口密度58.5人/平方公里。